# Literatura en yakuto
La literatura en yakuto es la literatura realizada en yakuto o saja, una lengua túrquica hablada en Sajá, una república de Rusia.
El primer libro religioso en yakuto, Oraciones, el Credo y los Divinos Mandamientos fue publicado en 1812 en Irkutsk. Siete años más tarde se publicó un Breve catecismo con un alfabeto yakuto basado en el cirílico ruso. Se cree que el traductor del catecismo y creador del alfabeto fue el religioso Georgii Popov, y a pesar de no recoger todos los fonemas de la lengua yakuta, el alfabeto jugó un rol fundamental en la predicación del arzobispo Innokentij (1853-1860), quién en 1855 tradujo los libros de oración al yakuto. Dmitrii Khitrov, monje ruso que vivió 43 años en Yakutia, también hizo numerosos estudios sobre el folclore de la región y el idioma, del que escribió una gramática. El científico y folclorista yakuto Gavriil V. Ksenofontov (1888-1938) en su estudio Chamanismo y cristianismo descubrió numerosos paralelismos y coincidencias entre mitos yakutos y las historias del Antiguo Testamento. 

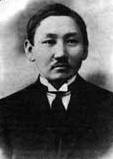
Semión Novgorodov.

El 1917 Semión Novgorodov introdujo el alfabeto latino en la lengua yakuta para normalizar el lenguaje escrito. En 1920 Amnepodist Sofronov fundó el primer diario en yakuto, Manchary, y la primera revista literaria, Cholpon. Así surgiría una generación de escritores en los años 20, como el mismo Amnepodist Sofronov (1886-1935) con Manchary (1920), Jadangy Jaakup (Pobre Jacob, 1914), Taptal (Amor, 1915-1916), Olokh jeberate (Juego de vida, 1918-1922) y Büdütuybüt kommot (Si tropiezas no te podrás levantar nunca); Oleksei Oksuküleekh (1877-1926) que viajó por todo el país recogiendo tradiciones y escribió, Bayanay algyha (El encantamiento de Baianai, 1900), Oyuun tüüle (El sueño del chamán, 1910) y Yrya khohoon (Canciones y versos, 1924); Nikolai Neustrojev (1895-1929), fundador del teatro nacional yakuto; Bylatyan Oyuunuskay (Platon Oiunskij, 1893-1939) muerto de tuberculosis en la prisión y autor de Kyhyl oyuun (Chamán rojo, 1925), Iirbit Nyukuus (El loco Nyukus, 1923) y Jeberetten takhsyy (Removiendo el barro, 1936). Kiunnuk Urastyvov (1907-?) autor del libreto de ópera Niurgusun viene Lookut y Jaakup Khomus (1946). Baal Khabyryys (Baal Veshnikov, 1918-1969) poeta soviético; Olija Vinokurov-Chagyldan (1914-1952), Arkhip Kudrin (1907-1960) con el poema Xanghai (1933) y Bolot Bootur (1915).
Otros autores son A. A. Ivanov-Kiunde (1898-1934), G. D. Biastinov (1903-34), Amma Achchgyya (Mikolaj Muordinap, 1906-?) perteneció a los grupos literarios Saydyy (Autoeducación) y Kyhyl Sulus (Estrella Roja) y colaboró en los diarios yakutos Cholbon y Khotugu Ychchyt (1927-1928), autor de Keepseenner (Cuentos, 1937), Saasky kem (El tiempo de primavera, 1944) y traductor de Anna Karenina al yakuto. Elley (Serafim Aramaznabys Kulaes'kar, 1904-?) uno de los más prolíficos, con Sakha sargyta (La fortuna de Yakutia, 1947), Churum-churumchuku (1938), Kihi-kihrakhe (De hombre a hombre, 1962), Agar üleghe aykhal (Gloria al trabajo creativo, 1959), Jollokh olokh (Vida feliz, 1938), Ayan uottara (Deseo de los rastros, 1941), Kyyiy Yrylara (Canciones de victoria, 1950) y Sanga Yryalar (Nuevas canciones, 1932). Entre los autores más modernos destaca el dramaturgo Andrei Borisov (1951), autor de Devushka Bogatyr (Chica guerrera, 1999), basada en las tradiciones populares yakutas.
- Datos: Q11689303